# Lustgarten
Il Lustgarten (letteralmente "giardino di delizia") è una piazza verde di Berlino.
Si trova in posizione centralissima nel quartiere Mitte, sull'isola della Sprea. Limitrofo alla Schloßplatz, costituisce l'ingresso meridionale all'Isola dei Musei.
Vi sorgono l'Altes Museum, a nord, e il duomo, ad est. Il lato meridionale è occupato dal castello.

## Storia
Originariamente adibito a giardino del castello, cambiò aspetto ed uso più volte. Fu infine ridisegnato come spazio verde pubblico nel 1826-29, da Peter Joseph Lenné, come inizio orientale dell'Unter den Linden.
Trasformato nel 1936 in piazza per le parate, è stato riportato alla sua veste originaria nel 1999.
La ricostruzione del castello nelle tre facciate principali si propone di ricostituire il Lustgarten come spazio definito.